# Хојо (Тотори)
Хојо (јап. 北条町) је варош у Јапану у области Тохаку, префектура Тотори. 
По попису из 2003. године, град је имао 7.770 становника и густину насељености од 371.41 становника по км². Укупна површина је 20,92 км².
Дана 1. октобра 2005. године, варош Даиеј, заједно са вароши Хојо (обе из области Тохаку), су припојене и створена је варош  Хокуеј.